# Бостонський марафон
Бостонський марафон (англ. Boston Marathon) — один з найстаріших і найпрестижніших у світі марафонських забігів, найстаріший з марафонських забігів, що проводяться щорічно. Член Асоціації міжнародних марафонів і пробігів і одночасно член ліги World Marathon Majors.
Перший раз марафон в Бостоні був проведений в День Патріотів у 1897 році. Відтоді в третій понеділок квітня проводяться забіги на 42 кілометри 195 метрів, з часом Бостонський марафон став одним з найпрестижніших у світі. Його початок було покладено в 1897 році, після успіху перших Олімпійських ігор 1896 року. Це один з 6-ти найбільших всесвітніх марафонів і він є однією з п'яти основних подій, що проводяться в Сполучених Штатах протягом багатьох років і світових воєн (Кентуккі Дербі, Пенні Реле, Роуз Парад, і Вестмінстерська Виставка кінологів).
Кожного року у Бостонському марафоні змагаються любителі та професійні бігуни з усього світу, беручи участь у гонці в гористій місцевості штату Массачусетс та у різних погодних умовах. Захід привертає увагу 500000 глядачів щороку, що робить марафон найпопулярнішою спортивною подією Нової Англії. Змагання починалося з 15 учасників у 1897 році, а зараз ця подія приваблює в середньому близько 30 000 зареєстрованих учасників кожного року, 30 251 в 2015 році. У 1996 році марафон встановив рекорд як найбільший в світі марафон з 38,708 учасниками.
Під час забігу 2013 року на марафоні стався терористичний акт.

## Цікаві факти
У 2007 році американський космонавт Суніта Вільямс вперше здолала марафонську дистанцію, перебуваючи в космосі. Вона подолала дистанцію за 4 години 23 хвилин під час Бостонського марафону.